# Contea di Västerbotten
La contea di Västerbotten o Västerbottens län è una delle contee o län della Svezia situata nella parte settentrionale del paese.
Confina con le contee di Västernorrland, Jämtland e Norrbotten, con la contea norvegese di Nordland e il Golfo di Botnia.
Comprende il territorio della provincia di Västerbotten e parte delle province della Lapponia svedese e di Ångermanland.

## Comuni
Nella provincia di Västerbotten:
- Norsjö
- Robertsfors
- Skellefteå
- Umeå
- Vindeln
- Vännäs

Nella Lapponia svedese:
- Dorotea
- Lycksele
- Malå
- Sorsele
- Storuman
- Vilhelmina
- Åsele

Nella provincia di Ångermanland:
- Bjurholm
- Nordmaling

## Aree naturali
In questa contea si trova il Parco nazionale Björnlandet.